# L'ultimo viaggio delle ragazze
L'ultimo viaggio delle ragazze (少女終末旅行?, Shōjo Shūmatsu Ryokō), anche noto come Girls' Last Tour, è un manga scritto e disegnato da Tsukumizu, serializzato sul sito web Kurage Bunch di Shinchosha dal 21 febbraio 2014 al 12 gennaio 2018. Un adattamento anime, prodotto da White Fox, è stato trasmesso in Giappone dal 6 ottobre al 22 dicembre 2017.

## Trama
La storia è ambientata in un futuro indeterminato dove l'umanità è stata quasi annientata durante una guerra mondiale, lasciando la terra come un cumulo di vecchie strutture e di città ormai deserte ed in lenta rovina. Spinte dal Nonno a fuggire dagli scontri che si verificano ancora tra i sopravvissuti, in cerca di risorse, armi e cibo per sopravvivere, Chito e Yūri, due bambine, fuggono dalla loro casa avventurandosi in un mondo silenzioso e deserto.
A bordo della loro moto cingolata, un vecchio modello Kettenkrad residuato della 2ª Guerra Mondiale, le due vagano senza meta tra le rovine di un mondo che finora hanno conosciuto solo da vecchi libri e racconti, alla ricerca di una vita migliore.
Giorno dopo giorno, le piccole cercano di trovare cibo, carburante e ricambi per continuare il loro viaggio. Ma fintanto che le due sono insieme, anche un’esistenza triste e solitaria come la loro può ricevere un raggio di speranza, magari anche solo la consolazione di rifocillarsi mangiando una razione di zuppa o di fare un bagno rilassandosi beatamente nell'acqua calda che perde da una vecchia tubazione di un impianto deserto.
Per due bambine, in un mondo pieno di nulla, le esperienze e i sentimenti che condividono danno loro qualcosa per cui vivere, allietato magari da qualche fortuito incontro con altri personaggi, che vagano anch'essi cercando di sopravvivere e di raggiungere uno scopo personale, un sogno od una missione, che diano in qualche modo un senso alla loro esistenza.

## Personaggi
Chito (チト?)
Doppiata da: Inori Minase
È la leader del gruppo, dal carattere pragmatico e responsabile. Guida la moto ed è anche la sola che può farne la manutenzione. Sa leggere e scrivere, ama e rispetta i libri e la loro importanza nel conservare la memoria e le esperienze delle persone ed è per questo che si è presa l'incarico di scrivere la loro avventura in un diario.  Spesso si trova a rimproverare e tenere a freno i comportamenti e le azioni troppo avventate dell'amica.
Yūri (ユーリ?)
Doppiata da: Yurika Kubo
Molto più infantile ed analfabeta dell'amica, spesso stralunata o assonnata, apprezza solo gli spunti di svago, di riposo ed è continuamente a caccia di qualsiasi cosa possa essere cibo. È l'unica a possedere un fucile che usa con la precisione di un cecchino. A volte si comporta in modo avventato od estremamente infantile e per questo viene rimproverata da Chito, ma come i bambini dimentica in fretta le liti (e spesso anche altre cose).
Kanazawa (カナザワ?)
Doppiato da: Akira Ishida
Un viaggiatore che Chito e Yūri incontrano mentre cercano di trovare un percorso per la zona superiore della città. È un cartografo che vuole mappare l'intera località. Successivamente regala la sua macchina fotografica a Yūri e Chito affinché possano continuare il suo progetto.
Ishii (イシイ?)
Doppiata da: Kotono Mitsuishi
Una scienziata che vive in una base aerea abbandonata che sta costruendo un aereo servendosi di alcuni vecchi documenti in modo da poter volare in un'altra città. Aiuta a riparare il Kettenkrad di Chito e Yūri e chiede il loro aiuto per completare l'aereo. Dà a Yūri e Chito delle patate e dice loro dove trovarne altre.
Catto (ヌコ?)
Doppiato da: Kana Hanazawa
Una piccola creatura misteriosa dal corpo lungo e bianco, si comporta come un gatto e Chito e Yūri decidono di portarlo con loro durante il viaggio. Comunica con le ragazze tramite segnali radio. Nuko può cambiare forma per attivare meccanismi e gli piace mangiare proiettili. Successivamente viene rivelato che fa parte di una specie che consuma armi e fonti di energia per stabilizzarle. Dopo essere stato scoperto da altri della sua stessa specie, se ne va con loro.

## Media

### Manga
Il manga, scritto e disegnato da Tsukumizu, è stato serializzato sul sito web Kurage Bunch di Shinchosha dal 21 febbraio 2014 al 12 gennaio 2018. Il primo volume tankōbon è stato pubblicato l'8 novembre 2014 e al 9 marzo 2018 ne sono stati messi in vendita in tutto sei. In America del Nord i diritti sono stati acquistati da Yen Press.
In Italia la serie è stata annunciata da RW Edizioni che l'ha pubblicata sotto l'etichetta Goen dal 26 agosto 2022 al 13 gennaio 2023.

#### Volumi
| 1 | 8 novembre 2014 | ISBN 978-4-10-771781-8                                                      | 26 agosto 2022    | ISBN 978-88-928-4440-7 |
| 1 | Capitoli - 1. Cielo stellato (星空?, Hoshizora) - 2. Guerra (戦争?, Sensō) - 3. Bagno caldo (風呂?, Furo) - 4. Diario (日記?, Nikki) - 5. Bucato (洗濯?, Sentaku) - 6. Incontro (遭遇?, Sōgū) - 7. Città (都市?, Toshi) - 8. Lampioni (街灯?, Gaitō)                   |                                                                             |                   |                        |
| 2 | 9 luglio 2015 | ISBN 978-4-10-771830-3                                                      | 30 settembre 2022 | ISBN 978-88-928-4634-0 |
| 2 | Capitoli - 9. Foto (写真?, Shashin) - 10. Tempio (寺院?, Jiin) - 11. Casa (住居?, Jūkyo) - 12. Pisolino (昼寝?, Hirune) - 13. Pioggia (雨音?, Amaoto) - 14. Guasto (故障?, Koshō) - 15. Tecnologia (技術?, Gijutsu) - 16. Decollo (離陸?, Ririku)                      |                                                                             |                   |                        |
| 3 | 9 febbraio 2016 | ISBN 978-4-10-771874-7                                                      | 28 ottobre 2022   | ISBN 978-88-928-4614-2 |
| 3 | Capitoli - 17. Labirinto (迷路?, Meiro) - 18. Cucina (調理?, Chōri) - 19. Memoria (記憶?, Kioku) - 20. Luce lunare (月光?, Gekkō) - 21. Spirale (螺旋?, Rasen) - 22. Tecnologia (技術?, Gijutsu) - 23. Acquario (水槽?, Suisō) - 24. Vita (生命?, Seimei)              |                                                                             |                   |                        |
| 4 | 9 novembre 2016 | ISBN 978-4-10-771929-4                                                      | 25 novembre 2022  | ISBN 978-88-928-4461-2 |
| 4 | Capitoli - 25. Treno (電車?, Densha) - 26. Lunghezza d'onda (波長?, Hachō) - 27. Cattura (捕獲?, Hokaku) - 28. Cultura (文化?, Bunka) - 29. Distruzione (破壊?, Hakai) - 30. Passato (過去?, Kako) - 31. Connessione (接続?, Setsuzoku) - 32. Compagni (仲間?, Nakama) |                                                                             |                   |                        |
| 5 | 8 settembre 2017 | ISBN 978-4-10-772009-2                                                      | 30 dicembre 2022  | ISBN 978-88-928-4491-9 |
| 5 | Capitoli - 33. Canali (水路?, Suiro) - 34. Ferita (怪我?, Kega) - 35. Arte (美術?, Bijutsu) - 36. Vestiti (衣服?, Ifuku) - 37. Sigarette (煙草?, Tabako) - 38. Esplosione (爆発?, Bakuhatsu) - 39. Oblio (忘却?, Bōkyaku) - 40. Città natale (故郷?, Furusato)         |                                                                             |                   |                        |
| 6 | 9 marzo 2018 | ISBN 978-4-10-772060-3 (ed. regolare) ISBN 978-4-10-772019-1 (ed. limitata) | 13 gennaio 2023   | ISBN 978-88-928-4510-7 |
| 6 | Capitoli - 41. Tempesta di neve (吹雪?, Fubuki) - 42. Spazio (宇宙?, Uchū) - 43. Libri (図書?, Tosho) - 44. Perdita (喪失?, Sōshitsu) - 45. Dormire (睡眠?, Suimin) - 46. Silenzio (沈黙?, Chinmoku) - 47. Fine (終末?, Shūmatsu)                                      |                                                                             |                   |                        |

### Anime
Annunciato il 2 luglio 2017 da Kadokawa all'Anime Expo, un adattamento anime, prodotto da White Fox e diretto da Takaharu Ozaki, è stato trasmesso dal 6 ottobre 2017 al 22 dicembre 2017, con un totale di 12 episodi. La composizione della serie è stata affidata a Kazuyuki Fudeyasu, mentre la colonna sonora è stata composta da Kenichiro Suehiro. Le doppiatrice delle protagoniste, Inori Minase e Yurika Kubo, cantano le sigle d'apertura e chiusura Ugoku ugoku (動く、動く? lett. "In movimento, in movimento") e More One Night (lett. "Ancora una notte").

#### Episodi
| Nº | Titolo italiano (traduzione letterale) Giapponese 「Kanji」 - Rōmaji                              | In onda          | In onda |
| Nº | Titolo italiano (traduzione letterale) Giapponese 「Kanji」 - Rōmaji                              | Giapponese       |         |
| 1  | Cielo stellato 「星空」 - HoshizoraGuerra 「戦争」 - Sensō                                        | 6 ottobre 2017   |         |
| 2  | Bagno 「風呂」 - FuroDiario 「日記」 - NikkiFare il bucato 「洗濯」 - Sentaku                     | 13 ottobre 2017  |         |
| 3  | Incontro inaspettato 「遭遇」 - SōgūCittà 「都市」 - ToshiIlluminazione stradale 「街灯」 - Gaitō | 20 ottobre 2017  |         |
| 4  | Fotografia 「写真」 - ShashinTempio 「寺院」 - Jiin                                               | 27 ottobre 2017  |         |
| 5  | Casa 「住居」 - JūkyoPisolino 「昼寝」 - HiruneIl suono della pioggia 「雨音」 - Amaoto           | 3 novembre 2017  |         |
| 6  | Guasto 「故障」 - KoshōTecnologia 「技術」 - GijutsuDecollo 「離陸」 - Ririku                     | 10 novembre 2017 |         |
| 7  | Labirinto 「迷路」 - MeiroCucinare 「調理」 - Chōri                                               | 17 novembre 2017 |         |
| 8  | Ricordi 「記憶」 - KiokuSpirale 「螺旋」 - RasenLuce lunare 「月光」 - Gekkō                      | 24 novembre 2017 |         |
| 9  | Tecnologia 「技術」 - GijutsuAcquario 「水槽」 - SuisōVita 「生命」 - Seimei                      | 1º dicembre 2017 |         |
| 10 | Treno 「電車」 - DenshaLunghezza d'onda 「波長」 - HachōCattura 「捕獲」 - Hokaku                 | 8 dicembre 2017  |         |
| 11 | Cultura 「文化」 - BunkaDistruzione 「破壊」 - HakaiPassato 「過去」 - Kako                       | 15 dicembre 2017 |         |
| 12 | Connessione 「接続」 - SetsuzokuCompagne 「仲間」 - Nakama                                        | 22 dicembre 2017 |         |

## Accoglienza
La versione inglese dei primi due volumi del manga è stata inclusa nell'elenco dell'American Library Association Great Graphic Novels for Teens del 2018. Il manga ha anche vinto il premio Seiun per il miglior fumetto nel 2019.
La serie anime ha vinto la categoria "Best Slice of Life" ai Crunchyroll Anime Awards 2018. IGN ha anche elencato Shōjo shūmatsu ryokō come uno dei migliori anime degli anni 2010, descrivendolo come un "anime cupo" che è "reso più luminoso attraverso la prospettiva [di Chito e Yūri] su un mondo arido".